# Национално знаме на Босна и Херцеговина
Националното знаме на Босна и Херцеговина представлява жълт правоъгълен триъгълник с девет бели звезди на син фон. Звездите са разположени по продължение на хипотенузата на триъгълника, като седем от тях са цели, а останалите две са представени на половина. По този начин се цели да се покаже, че те продължават безкрайно. Знамето е прието по политически път, без национален консенсус, на 4 февруари 1998 година и не се базира на никакви културни-исторически паралели. Заменя старото знаме на страната, използвано от независимостта до 1998 година.
Звездите от знамето представляват европейската принадлежност на Босна и Херцеговина. Триъгълникът представя приблизително формата на страната, а трите му страни символизират трите народа, които съжителстват в Босна и Херцеговина – бошняци, хървати и сърби. Цветовете на знамето се свързват с мира и са свързани традиционно със страната. Първоначалният светлосин цвят от знамето съответства на цвета от знамето на ООН, след което цветът е сменен с тъмносин като този от знамето на Европейския съюз.

## История
Дейтънското споразумение от 1995 година не предвижда решение за знамето на Босна и Херцеговина. Дълго време политическите представители на трите народа имат коренно различни предложения за държавното знаме, около които не успяват да се договорят. Има предложение държавното знаме на страната да представлява две отделни полета, където да бъдат поместени символите на Федерация Босна и Херцеговина и на Република Сръбска, три полета в знамето за трите народа, та дори има предложение за знаме с две лица.
В началото на 1998 година Висшият представител за Босна и Херцеговина Карлос Вестендорп отхвърля всички предложения и подкрепя няколко неутрални проекта за знаме, по които депутатите в Парламентарната Скупщина отново не успяват да се договорят. На 3 февруари Вестендорп сам издава указ за Закона за знамето на Босна и Херцеговина, който конституира днешния национален флаг.

### Предложения за знаме на Босна и Херцеговина
- Първо алтернативно предложение.
- Второ алтернативно предложение.
- Трето алтернативно предложение.
- Първи вариант на второ предложение.
- Втори вариант на второ предложение.
- Първо преложение на Вестерндорп.
- Второ преложение на Вестерндорп.
- Трето преложение на Вестерндорп.

## Исторически знамена
- Знаме на БиХ 1992-1998.
- Знаме на СР БиХ.
- Знаме на БиХ по времето на Австро-Унгария (1878 – 1908)
- Знаме на БиХ по времето на анексацията от Австро-Унгария (1908)
- Знаме на Босна (1908)
- Знаме на Босна, 1878
- Знаме на Босна, 1831-1832
- Знаме на Западна Босна, 1760.